# Organdonation

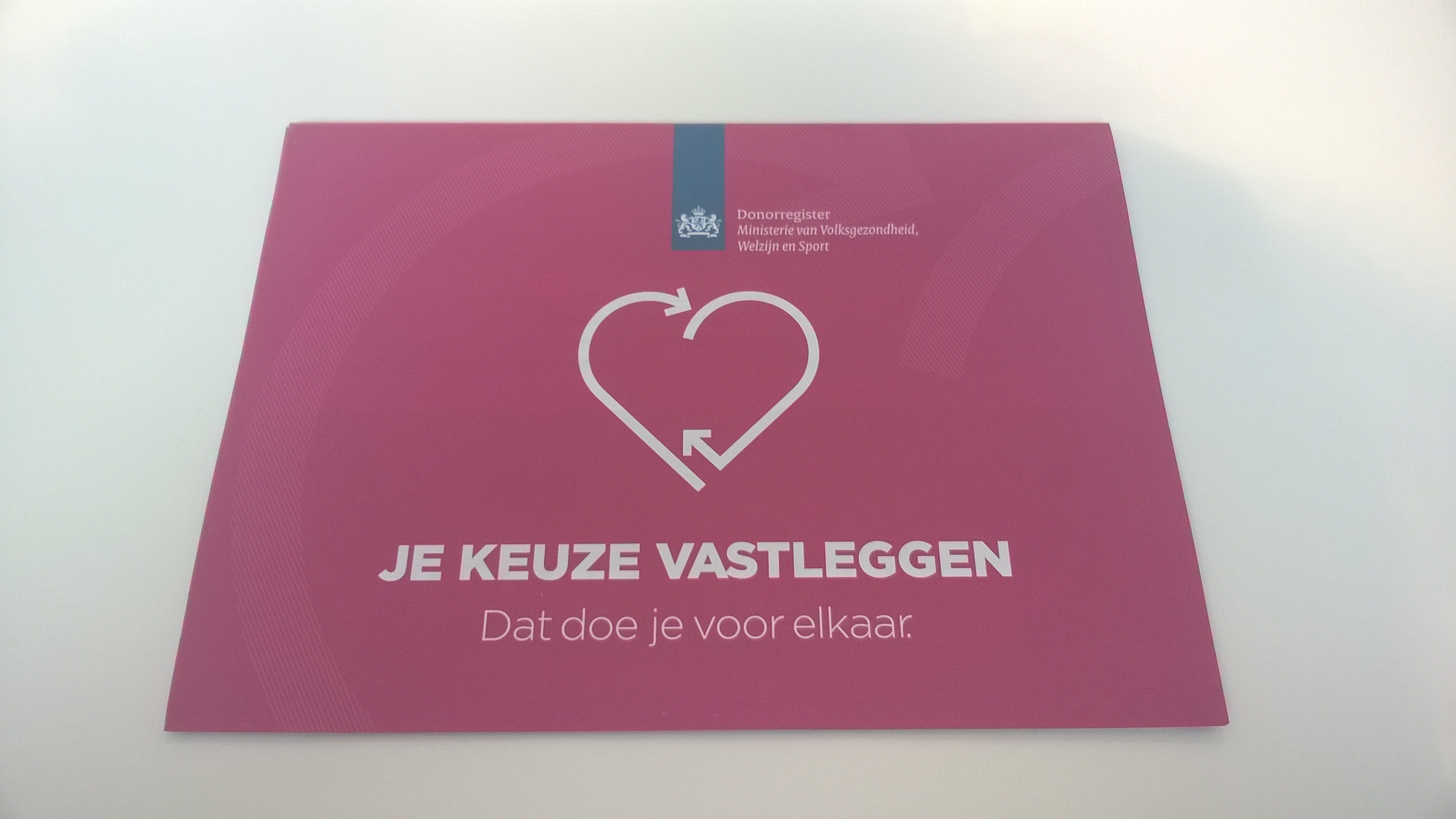
Nederländsk broschyr om organdonation.

Organdonation avser organ- och vävnadsdonation för transplantation.
Genom transplantation kan sjuka organ och vävnader ersättas av friska från en annan människa, en donator. Numera går det att transplantera organ som njurar, lever, hjärta, lungor och bukspottkörtel. Det går även att transplantera andra vävnader som benmärg/stamceller, benvävnad, hjärtklaff, hornhinnor och hud. En förutsättning för transplantation är att det finns människor som donerar sina organ (avseende vissa organ och vävnader från levande donator, men även efter sin död).

## Sverige
I Sverige gäller den av organdonatorn senast uttryckta muntliga eller skriftliga viljan, avseende ja eller nej till organdonation.

## Internationellt
Internationellt finns det två huvudmetoder för att bestämma frivilligt samtycke avseende organdonation: Dels
opt-in varvid endast de som har uttryckt sitt samtycke är givare och dels opt-out (i detta sammanhang välja bort) varvid den som inte har vägrat samtycke är en givare.

### Notförteckning
1. ↑  ”Tack för att du vill ta ställning!”. MOD, Blidonator. http://blidonator.se/. Läst 6 januari 2018.